# Флорине
Фло́рине — село в Україні, у Бершадській міській громаді Гайсинського району Вінницької області. Передмістя Бершаді. До 2020 р. — центр Флоринської сільської ради.

## Географія
Розташоване на правому березі р. Дохна, за 2 км від центру громади. На території села розташована залізнична станція Бершадь.

## Історія
Село засноване на території Правобережного Гетьманату, включеного до Брацлавського воєводства Речі Посполитої. Після 2-го поділу земель Речі Посполитої, у складі Російської імперії.
7 (20) листопада 1917 року, відповідно до Третього Універсалу Української Центральної Ради, увійшло до складу Української Народної Республіки.
1920 окуповано військами комуністичної Росії. Село постраждало від акції геноциду українського народу, проведеного владою СРСР 1932-33. Частина уродженців села брала участь у війні СРСР з Фінляндією (1939-40, зокрема Савелій Бойко).
У роки Другої Світової війни село входило до складу СРСР та Румунії. За непервіреними даними, тут діяла підпільна партійна група К. Пустовойтова, а також диверсійна група агента НКВС Краснощоки.
У селі містилася центральна садиба колгоспу ім. Димитрова, який користувався 4219 га землі, в тому числі орної 2840 га. Основний напрям виробництва — вирощування зернових та технічних культур, м'ясо-молочне тваринництво.
12 червня 2020 року, відповідно розпорядження Кабінету Міністрів України № 707-р «Про визначення адміністративних центрів та затвердження територій територіальних громад Вінницької області», село увійшло до складу Бершадської міської громади.
19 липня 2020 року, в результаті адміністративно-територіальної реформи та ліквідації Бершадського району, село увійшло до складу Гайсинського району.

## Населення

### Мова
Розподіл населення за рідною мовою за даними :
| Мова            | Кількість | Відсоток |
| --------------- | --------- | -------- |
| українська      | 4481      | 98.03%   |
| російська       | 63        | 1.38%    |
| румунська       | 10        | 0.22%    |
| ромська         | 9         | 0.20%    |
| білоруська      | 3         | 0.07%    |
| вірменська      | 1         | 0.02%    |
| болгарська      | 1         | 0.02%    |
| інші/не вказали | 3         | 0.06%    |
| Усього          | 4571      | 100%     |

## Соціальна мережа
Флоринський ЗЗСО І-ІІІ ступенів, дитячий дошкільний заклад « Колосок », бібліотека, будинок культури та амбулаторія загальної практики сімейної медицини. 

## Відомі уродженці
- Бойко Савелій Іванович (1917—1998), Герой Радянського Союзу (1945).
- Герасименко Андрій Олександрович (26.06.1983 — 13.11.2023) — український військовик, учасник російсько-української війни[6].
- Гончаров Олександр Анатолійович (03.03.1994 —  27.04.2023) — український військовик, учасник російсько-української війни[7].
- Дробик Петро Федорович (08.06.1965 — 24.08.2023) — український військовик, учасник російсько-української війни[8].
- Калінін Сергій Іванович (09.06.1985 — 25.03.2023) — український військовик, учасник російсько-української війни[9].
- Мураховський Ярослав Олексійович (06.01.1983 — 25.06.2023)  — український військовик, учасник російсько-української війни[10].
- Савчук Олег Олексійович (26.10.1981 — 13.03.2023) — український військовик, учасник російсько-української війни[11].
- Сиротін Юрій Вікторович — український військовик, учасник російсько-української війни[12].
- Стецький Микола Миколайович (літературний псевдонім «Скеля», 1921—2002) — український поет і публіцист.
- Шелист Олександр Олександрович — український військовик, учасник російсько-української війни[13].

### Проживали
- Швидкий Ігор Павлович (02.03.1965 —  22.11.2023) — український військовик, учасник російсько-української війни[14].
- Денисюк Василь Іванович (10.03.1973 — 22.08.2022) — український військовик, учасник російсько-української війни[15].
- Коваленко Юрій Вікторович (16.07.1977 — 15.07.2014) — український військовик, учасник російсько-української війни[16]